# Brian Skyrms
Brian Skyrms (Pittsburgh, 11 marzo 1938) è un logico e filosofo statunitense, professore di logica, filosofia della scienza ed economia presso l'Università della California, Irvine e di filosofia presso l'Università di Stanford.
Nella sua carriera si è occupato di numerosi problemi riguardanti la filosofia della scienza, causalità, teoria delle decisioni, teoria dei giochi e fondamenti della probabilità.

## Formazione e carriera accademica
Skyrms ha ottenuto la laurea presso la Lehigh University (Pennsylvania) nel 1960, nel 1964 ha conseguito il dottorato di ricerca in filosofia presso l'Università di Pittsburgh. Ha insegnato all'Università dell'Illinois, a Chicago dal 1968 al 1980; attualmente è professore presso l'Università della California, Irvine .
Skyrms è membro della American Academy of Arts & Sciences ed è uno dei due soli filosofi viventi (insieme al filosofo Allan Gibbard) ad essere stato eletto membro della National Academy of Sciences.

## Opera filosofica
Si è occupato di numerosi problemi di epistemologia formale, ha scritto libri sulla probabilità bayesiana (Ten great Ideas about Chance, 2017, con Persi Diaconis), sulla logica induttiva (Choice and Chance: An Introduction to Inductive Logic, 1999), ed evoluzione delle norme sociali.